# Max Heß
Max Heß (* 13. Juli 1996 in Chemnitz) ist ein deutscher Leichtathlet, der sich auf den Dreisprung spezialisiert hat. Er tritt auch beim 60-Meter-Lauf (Halle) und Weitsprung an.

## Berufsweg
Max Heß machte 2016 am Sportgymnasium Chemnitz Abitur. Seit dem Wintersemester 2016/17 studiert er an der TU Chemnitz Wirtschaftsingenieurwesen.

## Sportliche Karriere
2012 wurden bei Max Heß Sprungkraft und Schnelligkeitspotenziale für den Dreisprung entdeckt. In der Folge wurde Heß 2013 Deutscher U18-Meister, 2014 holte er sich den U20-Titel sowohl in der Halle als auch im Freien. 2015 setzte Heß seine Erfolge als Deutscher Hallenvizemeister und Deutscher U20-Meister fort.
2016 wurde Heß deutscher Hallenmeister mit persönlicher Bestleistung von 17,00 m. Bei den Hallenweltmeisterschaften 2016 in Portland (Oregon) verbesserte er seine persönliche Bestleistung auf 17,14 m und belegte den zweiten Platz. Den Deutschen Meistertitel holte sich Heß im Juni mit 17,06 m und sicherte sich durch die Erreichung der Norm die Teilnahme an den Olympischen Spielen in Rio de Janeiro. Bei den Europameisterschaften in Amsterdam gewann er mit einer weiteren Verbesserung seiner Bestleistung auf 17,20 m den Titel. Bei den Olympischen Spielen schied er dagegen mit 16,56 m in der Qualifikation aus.
2017 holte sich Heß in Leipzig erneut den Hallenmeistertitel im Dreisprung und überbot in der Qualifikation bei den Halleneuropameisterschaften in Belgrad im ersten Versuch mit 17,52 m den 26 Jahre alten deutschen Hallenrekord des Ostberliners Jörg Frieß um 21 Zentimeter. Diese Weite ist die drittbeste Leistung eines Deutschen überhaupt. Im Freien kamen nur Charles Friedek (17,59 m) und der deutsche Rekordler Ralf Jaros (17,66 m) weiter. Im Finale kam er nicht über eine Weite von 17,12 m hinaus und musste sich damit im Titelkampf dem Olympiasieger von 2008 Nelson Évora aus Portugal (17,20 m) und dem Italiener Fabrizio Donato (17,13 m) geschlagen geben. Im nordfranzösischen Lille wurde Heß Team-Europameister, wozu er durch einen Sieg im Weitsprung beitrug. In Erfurt siegte Heß bei den Deutschen Meisterschaften mit 17,24 m, wobei die Weite wegen des Rückenwindes von 2,1 m/s nicht in die Bestenliste einging. Bei den Weltmeisterschaften in London musste er auf Grund muskulärer Probleme am Wettkampftag seinen Start absagen.
2018 wurde er zum dritten Mal in Folge Deutscher Hallenmeister. Bei den Hallenweltmeisterschaften in Birmingham kam er allerdings nicht über den elften Platz hinaus. Fußprobleme und resultierende Beugerbeschwerden aufgrund von Kompensationsbewegungen erschwerten eine stabile Freiluftsaison, die mit einem 6. Platz bei den Deutschen Meisterschaften und einem 15. Platz bei den Heimeuropameisterschaften in Berlin endete.
2019 konnte Heß in der Hallensaison zum vierten Mal in Folge Deutscher Hallenmeister werden und holte sich mit Saisonbestleistung von 17,10 m Bronze bei den Halleneuropameisterschaften in Glasgow. Erneut wurde er Deutscher Meister, räumte seiner Gesundheit Vorrang ein und verzichtete auf einen Start bei den Weltmeisterschaften in Doha.
2020 trat Heß in der Hallensaison wegen Rückenproblemen nicht zu Wettkämpfen an und konnte in der wegen der COVID-19-Pandemie verspätet gestarteten Freiluftsaison zum vierten Mal Deutscher Meister werden.
2021 wurde er jeweils zum fünften Mal Deutscher Hallenmeister und Deutscher Meister im Freien. Er startete auch für das deutsche Team bei den Olympischen Spielen 2021 in Tokio.
2024 startete Heß ebenso für das deutsche Team bei den Olympischen Spielen in Paris und landete mit einer Weite von 17,38 m auf dem siebten Platz.

## Vereinszugehörigkeiten
Heß startet für den LAC Erdgas Chemnitz.

## Ehrungen
- Vom Deutschen Olympischen Sportbund (DOSB) als „Eliteschüler des Sports“ 2016 ausgezeichnet.[2]
- Auszeichnung mit dem Chemmy als „Nachwuchssportler des Jahres“ 2014 und 2016 von Chemnitz sowie 2016 mit dem „Publikums-Chemmy“[11]
- Auszeichnung mit dem Chemmy als „Sportler des Jahres“ 2023 und 2024 von Chemnitz

## Persönliche Bestleistungen
(Stand: 9. August 2024)

Halle
- 60 m: 6,93 s (Chemnitz, 22. Dezember 2017)
- Weitsprung: 8,03 m (Chemnitz 17. Januar 2015)
- Dreisprung: 17,52 m (Belgrad 3. März 2017)

Freiluft
- Weitsprung: 7,57 m (+0,5 m/s) (Weinheim 30. Mai 2015)
- Dreisprung: 17,38 m (−1,0 m/s) (Paris 9. August 2024)

## Erfolge
Im Dreisprung wurde er:
national
- Deutscher U18-Meister 2013
- Deutscher U20-Hallenmeister 2014
- Deutscher U20-Meister 2014
- Deutscher U20-Meister 2015
- Deutscher Hallenvizemeister 2015
- Deutscher Hallenmeister 2016
- Deutscher Meister 2016
- Deutscher Hallenmeister 2017
- Deutscher Meister 2017
- Deutscher Hallenmeister 2018
- Deutscher Hallenmeister 2019
- Deutscher Meister 2019
- Deutscher Meister 2020
- Deutscher Hallenmeister 2021
- Deutscher Meister 2021

international
- Juniorenvizeweltmeister 2014
- Hallenvizeweltmeister 2016
- Europameister 2016
- 3. Platz bei den Halleneuropameisterschaften 2017
- Team-Europameister 2017, gleichzeitig Sieg im Dreisprung
- 11. Platz Hallenweltmeisterschaften 2018
- 15. Platz Europameisterschaften 2018
- 3. Platz bei den Halleneuropameisterschaften 2019